# Вытеснение (переход)
Вытеснение — это вид монтажного перехода, при котором один кадр сменяется другим путём перемещения одной стороны кадра на другую, иногда с использованием геометрических форм. Если вытеснение происходит от двух противоположных краев экрана к центру или наоборот, такой монтажный переход называется шторка (из-за сходства с закрывающейся или открывающейся шторой).
Ниже приведены некоторые конкретные виды вытеснений:
- Плавное круговое вытеснение — это переход, принимающий форму растущего или сжимающегося круга. Он часто используется в короткометражных мультфильмах чтобы обозначить конец отдельного сюжета, например, в таких сериях мультфильмов как Looney Tunes и Merrie Melodies, Плавное круговое вытеснение может быть сосредоточено в определённой точке и использоваться для подчёркивания шутки в стиле «вот и всё, ребята», когда герой разрушает «четвёртую стену» или же для иной цели.

- Вытеснение в форме звезды — переход, принимающий форму растущей или уменьшающейся звезды, используется для подчёркивания «уникальности» или «ценности» какого-то объекта в кадре. Пример подобного перехода можно увидеть в начальной заставке мыльной оперы «Направляющий свет» в 1980-х годах. Из-за чрезмерного использования в этот период времени, данный вид перехода в настоящее время в большинстве случаев считается устаревшим. Данный переход пародировался в фильме «Команда Фастфуд» и сериале «Симпсоны»

- Вытеснение в форме сердца — переход, принимающий форму растущего или уменьшающегося сердца, используется для выражения «любви» или «дружбы» между персонажами в кадре. Данный переход используется в видеозаписях свадеб, выпускных, а также бар-мицвы, поскольку теперь этот вид вытеснения перешла в разряд чего-то любительского, хотя многие люди считают его нелепым.

- Вытеснение в виде клеток — это переход между двумя изображениями с использованием узора. Такой узор может состоять из сетки, звёздочек и так далее.

- Вытеснение в виде часов — это переход, представляющий собой окружность, рисуемую по радиусу вокруг центральной точки кадра, что напоминает ход стрелки часов. Подобное сходство позволяет использовать данный переход в моментах, когда необходимо показать, что между кадрами прошло некоторое время. Такой эффект используется в телевизионном мультсериале «Обычный мультик». Кроме того, этот переход применяется довольно часто в шоу The Red Green Show в виде анимированного скотча, изображение которого сопровождается звуком отрывания скотча от рулона.

- Наиболее распространённым использованием вытеснения является так называемая «невидимая склейка» — приём параллельного переноса камеры, когда она следует за персонажем при его переходе из одной комнаты в другую. Когда в кадре появляется стена, монтажёр может использовать «невидимую склейку», чтобы потом подобрать подходящий кадр для конкретной сцены. Подобный приём также используется при съёмке экшн-сцен, когда планы камеры часто меняются. Это позволяет сделать переход «невидимым». Такие переходы не видно в готовой версии фильма. Фильм «Подводная Лодка» является хорошим примером применения такого эффекта. Режиссер Вольфганг Петерсен использует его для смены планов между двумя захваченными подводными лодками, хотя на съёмочной площадке лодка была всего одна.

Порой такие «невидимые склейки» обходились довольно дорого, но производили соответствующий эффект, при этом они могли использоваться для съёмок малобюджетных картин. Например, в короткометражном фильме «Толще воды» с Лорелом и Харди. Когда нужно было осуществить переход между сценами, кому-то из них, а иногда даже обоим сразу, приходилось использовать занавеску или какой-то другой объект и тащить его с одного края экрана к другому. На этот объект уже заранее было нанесено изображение следующей сцены, и, таким образом, заполняя экран, объект буквально «вытеснял» предыдущий кадр, а затем начиналась следующая сцена.
Самым первым известным примером такой «невидимой склейки» является фильм Джорджа Альберта Смитта «Злоключения Мэри Джейн» 1903 года.
Джордж Лукас часто использовал вытеснение в своих фильмах серии «Звездные войны», вдохновленный аналогичным использованием этого перехода Акирой Куросавой.
В 1980-х годах вытеснение довольно часто использовалось в американской телевизионной игре The Price is Right, причём этот эффект появлялся повсюду: от кадров с участниками до планов с призами. В начале-середине 1980-х годов вытеснение в виде круга дважды использовалось во время заставки, когда камера сначала снимала выход ведущего, затем плавно переходила к софитам, а затем в кадре снова появлялся ведущий. Подобный переход заменили на вытеснение в виде звезды где-то в 1987 году, не меняя его вплоть до 2010 года.